# Alosa de Williams
L'alosa de Williams (Mirafra williamsi) és una espècie d'ocell de la família dels alàudids (Alaudidae).

## Hàbitat i distribució
Habita planures àrides amb herba curta del centre i nord de Kenya.